# Обата Саорі
Обата Саорі (нар. 23 квітня 1978) — колишня японська тенісистка.
Найвищу одиночну позицію світового рейтингу — 39 місце досягла 9 лютого 2004, парну — 98 місце — 9 лютого 2004 року.
Здобула 6 одиночних та 1 парний титул.
Найвищим досягненням на турнірах Великого шолома було 3 коло в одиночному розряді.
Завершила кар'єру 2006 року.

## Фінали турнірів WTA

### Одиночний розряд (0-1)
| Результат | Ранг | Дата           | Місце                     | Покриття | Суперниця               | Рахунок     |
| --------- | ---- | -------------- | ------------------------- | -------- | ----------------------- | ----------- |
| Поразка   | 1.   | 12 жовтня 2003 | Tashkent Open, Узбекистан | Тверде   | Вірхінія Руано Паскуаль | 2–6, 6–7(2) |

### Парний розряд (1-0)
| Результат | Ранг | Дата           | Турнір      | Покриття   | Партнерка      | Суперниця                       | Рахунок  |
| --------- | ---- | -------------- | ----------- | ---------- | -------------- | ------------------------------- | -------- |
| Перемога  | 1.   | 16 лютого 2003 | Мемфіс, США | Тверде (i) | Морігамі Акіко | - Аліна Жидкова - Бріанн Стюарт | 6–1, 6–1 |

## Фінали ITF

### Одиночний розряд (6-4)
| Результат | Ранг | Дата              | Місце                    | Покриття | Суперниця           | Рахунок       |
| --------- | ---- | ----------------- | ------------------------ | -------- | ------------------- | ------------- |
| Перемога  | 1.   | 7 квітня 1996     | Джакарта, Індонезія      | Тверде   | Чхой Йон Ча         | 6–2, 6–2      |
| Поразка   | 2.   | 25 червня 2000    | Мон-де-Марсан, Франція   | Ґрунт    | Едіт Нун            | 2–6, 4–6      |
| Поразка   | 3.   | 13 травня 2001    | Фукуока, Японія          | Трава    | Алісія Молік        | 5–7, 3–6      |
| Перемога  | 4.   | 18 листопада 2001 | Порт-Пірі, Австралія     | Тверде   | Павліна Нола        | 6–1, 6–2      |
| Перемога  | 5.   | 25 листопада 2001 | Нуріоотпа, Австралія     | Тверде   | Чо Юн Чон           | 6–4, 6–1      |
| Поразка   | 6.   | 23 липня 2002     | Луїсвілл (Кентуккі), США | Тверде   | Аліна Жидкова       | 3–6, 4–6      |
| Поразка   | 7.   | 5 травня 2003     | Ґіфу, Японія             | Тверде   | Асагое Сінобу       | 4–6, 1–6      |
| Перемога  | 8.   | 11 травня 2003    | Фукуока, Японія          | Ґрунт    | Марія Елена Камерін | 2–6, 6–3, 6–3 |
| Перемога  | 9.   | 3 квітня 2005     | Огаста, США              | Тверде   | Вікторія Азаренко   | 6–2, 6–2      |
| Перемога  | 10.  | 8 травня 2005     | Ґіфу, Японія             | Тверде   | Хісамацу Сіхо       | 6–1, 2–6, 6–4 |

### Парний розряд (12–5)
| Результат | Ранг | Дата            | Турнір                 | Покриття | Партнерка      | Суперниці                          | Рахунок       |
| --------- | ---- | --------------- | ---------------------- | -------- | -------------- | ---------------------------------- | ------------- |
| Поразка   | 1.   | 8 січня 1996    | Сан-Антоніо, США       | Тверде   | Урабе Намі     | Пем Нелсон Нора Кевеш              | 6–2, 4–6, 1–6 |
| Перемога  | 2.   | 25 березня 1996 | Бандунґ, Індонезія     | Тверде   | Урабе Намі     | Чень Цзінцзін Лі Лі                | 6–3, 6–3      |
| Перемога  | 3.   | 4 травня 1997   | Ґіфу, Японія           | Тверде   | Сібата Каору   | Асагое Сінобу Ясуко Нісімата       | 6–3, 7–5      |
| Поразка   | 4.   | 30 червня 1997  | Мон-де-Марсан, Франція | Тверде   | Урабе Намі     | - Каталін Мароші - Вероніка Стеле  | 4–6, 3–6      |
| Перемога  | 5.   | 10 жовтня 1997  | Саґа (Саґа), Японія    | Трава    | Деніелл Джонс  | Суріна Де Беер Урабе Намі          | 6–3, 6–4      |
| Поразка   | 6.   | 16 березня 1998 | Нода (Тіба), Японія    | Тверде   | Кього Нагацука | Ісіда Кейко Наґатомі Кейко         | 6–3, 2–6, 3–6 |
| Перемога  | 7.   | 8 червня 1998   | Сочі, Росія            | Тверде   | Сібата Каору   | Ніно Луарсабішвілі Олена Татаркова | 3–6, 6–4, 6–2 |
| Перемога  | 8.   | 14 травня 2000  | Сеул, Південна Корея   | Ґрунт    | Асагое Сінобу  | Лі На Лі Тін                       | 6–1, 6–3      |
| Перемога  | 9.   | 28 травня 2000  | Хошимін, В'єтнам       | Тверде   | Чо Юн Чон      | Лі На Лі Тін                       | 6–1, 6–2      |
| Перемога  | 10.  | 4 червня 2000   | Шеньчжень, КНР         | Тверде   | Кім Ин Ха      | Лі На Лі Тін                       | 6–1, 6–3      |
| Перемога  | 11.  | 26 травня 2002  | Таллінн, Естонія       | Ґрунт    | Морігамі Акіко | Терін Ешлі Крістен Шлукебір        | 7–5, 7–6(2)   |
| Перемога  | 12.  | 27 квітня 2003  | Ґіфу, Японія           | Трава    | Фудзівара Ріка | Асагое Сінобу Нана Міяґі           | 1–6, 7–5, 6–3 |
| Поразка   | 13.  | 6 травня 2003   | Фукуока, Японія        | Ґрунт    | Фудзівара Ріка | Ліга Декмеєре Нана Міяґі           | 2–6, 6–2, 4–6 |
| Перемога  | 14.  | 9 травня 2004   | Фукуока, Японія        | Килим    | Фудзівара Ріка | Монік Адамчак Ніколь Кріз          | 6–2, 6–4      |
| Поразка   | 15.  | 3 квітня 2005   | Огаста, США            | Тверде   | Фудзівара Ріка | Анастасія Родіонова Тетяна Пучек   | 6–7(3), 0–6   |
| Перемога  | 16.  | 8 травня 2005   | Ґіфу, Японія           | Килим    | Фудзівара Ріка | Рьоко Фуда Окамото Сейко           | 6–1, 6–2      |
| Перемога  | 17.  | 31 травня 2005  | Сербітон, Англія       | Трава    | Фудзівара Ріка | Дженніфер Гопкінс Машона Вашінгтон | 4–6, 6–4, 6–2 |